# ایمای سوکون
ایمای سوکون ((به ژاپنی: 今井 宗薫 Imai Sōkun); ۱ ژانویهٔ ۱۵۵۲ – ۱ ژانویهٔ ۱۶۲۷) سامورایی بود. یک تاجر برجسته سلاح در شهر بندری ساکای، اوساکا ژاپن و استاد مراسم چای ژاپنی اهل ژاپن بود. سوکون پسر تاجر اسلحه و استاد چای، ایمای سوکیو بود و در هر دو سمت از پدرش ادامه داد.